# Syllepte vanbraekeli
Syllepte vanbraekeli là một loài bướm đêm trong họ Crambidae.